# Black Brook (Nueva York)
Black Brook es un pueblo ubicado en el condado de Clinton en el estado estadounidense de Nueva York. En el año 2000 tenía una población de 1.660 habitantes y una densidad poblacional de 4.9 personas por km².

## Geografía
Black Brook se encuentra ubicado en las coordenadas 44°30′6″N 73°47′11″O / 44.50167, -73.78639.

## Demografía
Según la Oficina del Censo en 2000 los ingresos medios por hogar en la localidad eran de $32,634, y los ingresos medios por familia eran $38,580. Los hombres tenían unos ingresos medios de $32,059 frente a los $20,652 para las mujeres. La renta per cápita para la localidad era de $18,049. Alrededor del 14.0% de la población estaban por debajo del umbral de pobreza.